# Hortfund von Grouville
Der Hortfund von Grouville (englisch Grouville Hoard), gefunden östlich von Saint Helier auf der Kanalinsel Jersey, ist nach Expertenmeinung der größte je in Westeuropa gefundene Hort.
Angeregt durch die Erwähnung von früheren Münzfunden hatten zwei Sondengänger während 30 Jahren ein Feld in Grouville abgesucht, bevor ihnen dieser Fund 2012 gelang.
Die Entdeckung von vielleicht 70.000 mit Ton zu einem Klumpen von etwa 140 × 80 × 20 cm verbackenen keltischen Münzen aus der jüngeren Eisenzeit (etwa 50 v. Chr.) war mit zwei goldenen Halsringen und einer silbernen Fibel verbunden. Das Material wiegt etwa 750 kg. Der materielle Wert kann sich auf einige Millionen Pfund belaufen. Auf den Kanalinseln wurden bereits 14 kleinere Horte gefunden.
Anfang 2012 wurden zunächst 60 Silbermünzen und eine Goldmünze gefunden, möglicherweise geprägt von den Curiosolites, einem Stamm, der im Gebiet der Departements Côtes-d'Armor und Ille-et-Vilaine in Frankreich ansässig war. Die weitere Suche führte dann zur Entdeckung des riesigen mit Ton verbackenen Horts. Die Inventarisierung ergab im Jahr 2017, dass das Depot neben den Viertelstatern der Coriosoliten auch Münzen anderer aremoricanischer-Stämme (Baiokassen, Osismier, Redonen, Veneter) und britische Münzen (Durotriges) enthielt. Dies ermöglichten es, die Entäußerung des Schatzes genauer zu datieren, da der Zeitraum auf 50 bis 30 v. Chr. eingegrenzt werden konnte.
Der Fund ist auch während der Konservierungsarbeiten im Museum von La Hougue Bie ausgestellt.
Der Trinity Hoard wurde nur Monate nach dem Hortfund von Grouville gemacht.